# Maryana Iskander
Maryana Iskander (/ˌmæriˈænə ɪˈskændər/; arabul: ماريانا إسكندر; (Kairó, 1975. szeptember 1. –) egyiptomi születésű amerikai társadalmi vállalkozó és jogász. 2022-ben a Wikimédia Alapítvány vezérigazgatója (CEO) lett, Katherine Maher utódjaként. 2022-ben Iskander a Harambee Youth Employment Accelerator vezérigazgatója volt, és korábban a New York-i Planned Parenthood Federation of America operatív igazgatója.